# Rubén Rochina
Rubén Rochina Naixes (ur. 23 marca 1991 w Sagunto) – hiszpański piłkarz grający na pozycji napastnika.

## Kariera klubowa

### Barcelona
Rubén Rochina w wieku 13 lat po przejściu z Valencii dołączył do szkółki FC Barcelony. Występował w rezerwach klubu i po 11 latach absencji awansował z nimi do drugiej ligi.

### Blackburn Rovers
31 stycznia 2011 roku po tym, jak nie udało mu się przebić do pierwszej drużyny podpisał czteroletni kontrakt z Blackburn Rovers. 11 lutego trafił dwie bramki w meczu rezerw przeciwko Newcastle United. Mecz zakończył się remisem 4–4.
16 kwietnia 2011 roku zadebiutował w lidze w barwach Blackburn, w przegranym meczu wyjazdowym z Evertonem (0–2). 24 sierpnia 2011 trafił swoje dwie pierwsze bramki w barwach Rovers, w meczu Pucharu Ligi przeciwko Sheffield Wednesday.
11 września strzelił gola w lidze, w zremisowanym 1–1 spotkaniu z Fulham. W kolejnym spotkaniu zaliczył asystę, przeciwko Arsenalowi. W sezonie 2011/12 wystąpił w 18 spotkaniach, a jego zespół spadł z ligi.
16 lipca 2016 roku podpisał 4-letni kontrakt z rosyjskim klubem Rubin Kazań. Kwota transferu wyniosła 10 milionów euro.

## Kariera reprezentacyjna
Rochina reprezentował Hiszpanię na szczeblach U-17, U-18 i U-19.

## Sukcesy
Hiszpania U-17
- Mistrzostwa Europy U-17 w piłce nożnej 2008

Granada CF
- Segunda División (1): 2022/2023